# Polska na Letniej Uniwersjadzie 2013
Reprezentanci Polski na Letniej Uniwersjadzie 2013 w Kazaniu zdobyli 30 medali.

## Złoto
- Paweł Fajdek - lekkoatletyka, rzut młotem - 79,99
- Kamila Stepaniuk - lekkoatletyka, skok wzwyż - 1,96
- Paweł Korzeniowski - pływanie, 100 m st. motylkowym - 51,75
- Michał Kądzioła, Jakub Szałankiewicz - siatkówka plażowa
- Mariusz Kujawski, Paweł Szandrach - kajakarstwo, K-2 1000 m

## Srebro
- Anna Jagaciak - lekkoatletyka, trójskok - 14,21
- Jerzy Kowalski - wioślarstwo, jedynka wagi lekkiej
- Edyta Dzieniszewska - kajakarstwo, K-1 500 m
- Kinga Kołosińska, Monika Brzostek - siatkówka plażowa
- Mariusz Kujawski, Paweł Szandrach - kajakarstwo, K-2 500 m
- Martin Brzeziński, Paweł Florczak, Rafał Rosolski, Bartosz Stabno - kajakarstwo, K-4 1000 m
- drużyna judo kobiet: Ewa Konieczny, Zuzanna Pawlikowska, Agata Perenc, Halima Mohamed-Seghir, Karolina Tałach, Katarzyna Furmanek, Joanna Jaworska
- Tomasz Bartnik, Bartosz Jasiecki, Paweł Pietruk - strzelectwo, karabin dowolny 60 m leżąc, drużynowo
- drużyna siatkówki mężczyzn: Grzegorz Bociek, Wojciech Ferens, Piotr Hain, Miłosz Hebda, Karol Kłos, Grzegorz Łomacz, Kacper Popik, Krzysztof Wierzbowski, Wojciech Włodarczyk, Damian Wojtaszek, Maciej Zajder, Wojciech Żaliński

## Brąz
- Maciej Sarnacki - judo, kat. +100 kg
- Tomasz Bartnik - strzelectwo, karabin dowolny 3 x 40 m
- Paweł Korzeniowski - pływanie, 200 m st. dowolnym - 1.46,91
- Marika Popowicz, Weronika Wedler, Ewelina Ptak, Małgorzata Kołdej - lekkoatletyka, sztafeta 4 × 100 metrów - 43,81
- Jakub Adamski, Dariusz Kuć, Artur Zaczek, Kamil Kryński - lekkoatletyka, sztafeta 4 × 100 metrów -  39,29
- Rafał Rosolski - kajakarstwo, K-1 1000 m
- Sebastian Szypuła, Dawid Putto - kajakarstwo, K-2 200 m
- Sebastian Szypuła, Denis Ambroziak, Bartosz Stabno, Dawid Putto - kajakarstwo, K-4 200 m
- Paweł Szandrach, Mariusz Kujawski, Sebastian Szypuła, Dawid Putto - kajakarstwo, K-4 500 m
- Agnieszka Kowalczyk, Ewelina Wojnarowska, Edyta Dzieniszewska, Magdalena Krukowska - kajakarstwo, K-4 500 m
- Tomasz Kaczor, Vincent Słomiński - kajakarstwo, C-2 1000 m
- Tomasz Kaczor, Vincent Słomiński - kajakarstwo, C-2 500 m
- Piotr Kuleta, Michał Kudła, Mateusz Kamiński, Patryk Sokół - kajakarstwo, C-4 1000 m
- Barbara Sobaszkiewicz, Sylwia Zagórska - tenis ziemny, debel
- Klaudia Kulon, Wojciech Moranda, Jacek Tomczak - szachy, turniej drużynowy
- Emilia Rygielska, Marta Łyczbińska, Martyna Synoradzka, Monika Paliszewska - szermierka, floret, turniej drużynowy